# پزو گینه بیسائو
پزو گینه بیسائو (به انگلیسی: Guinea-Bissau peso) (به زبان بومی: peso da Guiné-Bissau) یکای پول رایج در کشور گینه بیسائو است. مسئولیت کنترل این واحد پولی برعهدهٔ بانک مرکزی گینه بیسائو قرار دارد.